# Кристи, Томас
Томас Кристи (англ. Thomas Christie; 1761 — 1796) — английский публицист и философ
.
Работал банковским служащим, самостоятельно изучил медицину и устроился в аптеку для бедных. Начал печататься в The Gentleman's Magazine. В 1786 году подтвердил медицинское образование в Эдинбургском университете. 
На следующий год Т. Кристи совершил путешествие по Британии, во время которого познакомился с Эразмом Дарвином, Томасом Пеннантом и Джозефом Пристли. В 1788 году вместе с Джозефом Джонсоном основал влиятельный либеральный журнал Analytical Review. Неоднократно посещал революционную Францию. Умер в Суринаме.
В 1792 году Томас Кристи перевёл французскую конституцию на английский язык; написал: «Miscellanies philosophical, medical and moral» (Лонд., 1789); «A Sketch of the new constitution of France» (1790); «Letters on the Revolution in France» (1791; ответ на нападения Эдмунда Бёрка).